# Nik Prelec
Nik Prelec (* 10. Juni 2001 in Maribor) ist ein slowenischer Fußballspieler.

## Karriere

### Verein
Prelec begann seine Karriere beim NK Tezno Maribor. Im Januar 2014 wechselte er zum NK Aluminij. Zur Saison 2017/18 wechselte er nach Italien in die Jugend von Sampdoria Genua, in der er bis zum Ende der Saison 2020/21 spielte. Im Oktober 2020 stand er erstmals im Kader der Profis, für die er jedoch nie zum Einsatz kommen sollte. Im Januar 2022 wurde er in seine Heimat an den NK Olimpija Ljubljana verliehen. Dort gab er im Februar 2022 gegen den NK Domžale sein Profidebüt in der 1. SNL. Bis zum Ende der Saison 2021/22 kam er zu elf Einsätzen in Sloweniens höchster Spielklasse, in denen er ein Tor erzielte.
Zur Saison 2022/23 kehrte Prelec nicht mehr nach Genua zurück, sondern wechselte fest zum österreichischen Bundesligisten WSG Tirol. Bei der WSG gelang ihm mit sechs Toren in 13 Einsätzen in der Bundesliga rasch der Durchbruch. Anschließend kehrte er bereits im Januar 2023 wieder nach Italien zurück und wechselte zum Zweitligisten Cagliari Calcio. Für Cagliari kam er bis Saisonende zu zwölf Einsätzen in der Serie B, mit dem Klub stieg er zu Saisonende in die Serie A auf.
Nach dem Aufstieg kehrte er zur Saison 2023/24 leihweise zur WSG zurück. Während der Leihe kam er zu 32 Bundesligaeinsätzen, in denen er achtmal traf. Zur Saison 2024/25 wurde er anschließend erneut nach Österreich verliehen, diesmal an den FK Austria Wien. Für die Austria kam er während der Leihe zu 31 Bundesligaeinsätzen, in denen er sechs Tore erzielte. Im August 2025 wurde er nach England an Zweitligist Oxford United weiterverliehen.

### Nationalmannschaft
Prelec spielte zwischen 2016 und 2022 insgesamt 67 Mal für slowenische Jugendnationalauswahlen. Mit der U-17-Auswahl nahm er 2018 an der EM teil. Während des Turniers kam er zu zwei Einsätzen, mit den Slowenen schied er aber punkt- und torlos aus. Auch mit der U-21-Mannschaft nahm er 2021 an einer EM teil. Beim Heimturnier kam er in allen drei Partien seines Landes zum Einsatz, Slowenien schied in der Vorrunde aus.